# Amazona farinosa septentrional
L'amazona farinosa septentrional (Amazona guatemalae) és una espècie d'ocell de la família dels psitàcids que habita la selva humida i boscos de ribera des del sud de Mèxic fins al nord de Panamà.
 Ha estat considerada coespecífica d'Amazona farinosa.